# Кікі Дімула
Кікі́ Дімула́ (грец. Κική Δημουλά; 19 червня 1931, Афіни — 22 лютого 2020, там само) — грецька поетеса, член Афінської академії наук з 2002 року, лауреат Європейської літературної премії (Страсбург, 2009). Двічі нагороджена Державною премією Греції (1971, 1988), премією the Kostas and Eleni Ouranis Prize (1994), а також the Αριστείο Γραμμάτων of the Academy of Athens (2001). Першу збірку поезії опублікувала у 1956 році.

## Біографія
Кікі Дімула народилася в Афінах. 19 червня 1931 і починаючи з 1949 року Пропрацювала в банку 25 років. У 1954 вийшла заміж за поета Атоса Дімулоса (Athos Dimoulas, 1921—1985), народила двох дітей.
У своїх віршах Дімула може тяжіти дещо до драматичних форм зображення дійсності, проте вона завжди ретельно добирає слова. Її добре виважена, глибока, несентиментальна поезія з легкістю перетворює все банальне та неоригінальне в розряд надзвичайного, максимально наближеного до важливих тем часу, неминучої долі. При цьому вона використовує абсолютно неповторний власний стиль, за що стала ледь не культовою фігурою в сучасній Греції.
Зріла поезія Дімули стала новим етапом всієї новогрецької поезії. Твори Дімули пронизує екзистенційна печаль і втрата ілюзій суспільства у післявоєнному світі. В своїй поезії вона відображає світ «безпритульних» та незахищених, світ, в якому поет заради свого виживання має занурюватися з головою у динамічний вир творчого процесу.
Її стиль написання ніби повстає проти граматичних форм грецької мови та звичних значень слів, для того, щоб за допомогою ефекту несподіванки та здивування підвищити емоційну силу вірша.
Її сучасник, поет Нікос Діму в своєму інтерв'ю сказав: «Головною темою поезії Дімули є небуття. Насправді наше існування не є справжнім існуванням, це сумнівне існування. Його постійно підривають наші думки про смерть, час, руйнування. Як Емілі Дікенсон, чи великий грецький поет Константин Кавафіс, Дімула має свій єдиний та неповторний, дуже специфічний стиль. Її неможливо ні з ким сплутати». Також він назвав її «найкращою грецькою поетесою з часів Сапфо».
Одного разу Діму зазначив, що вона була дещо розчарованою, що її хитромудрі твори є доступними для багатьох: " Я відчуваю себе ображеною. Невже мене настільки легко зрозуміти?
Стосовно тем своєї творчості, Дімула якось зазначила: «Я вибираю теми з повсякденного життя. У мене немає видінь. Я зовсім не поет-фантаст. Я просто намагаюся трансформувати реальність у щось менш реальне».
Сама пані Дімула признається, що вона не розмовляє англійською: «Я була лінивою. Моя батьківщина — це моя мова», — зазначає письменниця. Через це вона дещо занепокоєна, що її «словесні химери» будуть не дуже добре перекладені з грецької мови.
Якось пані зазначила, що ненавидить перечитувати свої праці. Навпаки, вона надає перевагу ставитися до них дещо холодно, ніби «мачуха». Вона відкрито призналася про творчу віру у песимізм. « Песимізм — це внутрішня любов до життя» — зазначає Дімула. Песиміст — це той, хто не може насолоджуватися всіма радощами життя і тому добре усвідомлює свою пристрасть до того, що неможливо задовольнити.

## Книги віршів
- Ποιήματα/ Книга віршів (1952)
- Έρεβος/ Царство мертвих(1956)
- Ερήμην/ На самоті (1958)
- Επί τα ίχνη/ По слідах (1963)
- Το λίγο του κόσμου/ Дещиця світу (1971, Національна премія за поезію)
- Το Τελευταίο Σώμα μου/ Моє останнє тіло (1981)
- Χαίρε ποτέ/ Прощавай, ніколи (1988, Національна премія за поезію)
- Η εφηβεία της Λήθης/ Юність Лети (1996, премія Афінської академії)
- Eνός λεπτού μαζί/ Мить разом (1998)
- Ήχος απομακρύνσεων/ Звук розлуки (2001)
- Χλόη θερμοκηπίου/ Оранжерейні рослини (2005)
- Μεταφερθήκαμε παραπλεύρως/ Нам не по дорозі (2007)

## Визнання
Член Афінської академії наук (2002). Лауреат Європейської літературної премії (Страсбург, 2009). Вірші Кікі Дімули перекладені англійською, французькою, німецькою, іспанською, каталонською, шведською, данською, польською, сербською, болгарською мовами. На жаль, англійською мовою перекладено дуже мало. Тільки у листопаді 2013 року, Уельським університетом було вперше опубліковано повне зібрання її віршів англійською мовою.

## Публікації російською мовою
- http://magazines.russ.ru/inostran/2008/2/di5.html [Архівовано 27 січня 2012 у Wayback Machine.] (фр.)